# Université internationale Abulcasis des sciences de la santé
 (avril 2019).
 (octobre 2015).
Si vous disposez d'ouvrages ou d'articles de référence ou si vous connaissez des sites web de qualité traitant du thème abordé ici, merci de compléter l'article en donnant les références utiles à sa vérifiabilité et en les liant à la section « Notes et références ».
L'Université Internationale Abulcasis des Sciences de la santé (UIASS), est une université marocaine semi-publique créée en juin 2014 à Rabat, par la Fondation Cheikh Zaïd, en partenariat avec le Ministère marocain de l'Enseignement Supérieur, de la Recherche Scientifique et de la Formation des Cadres.
L’université a pour vocation de contribuer à la recherche médicale.

## Historique

### Création
Au départ, il s'agissant de mettre en place une fondation qui permettrait de s'axer sur la problématique de la santé au Maroc. C'est dans ce sens qu'est née la Fondation Cheikh-Zaïd, le 10 septembre 1993 à la suite d'un décret royal portant sur la loi no 1-93-228 mise en vigueur sous le roi Hassan II du Maroc et le Cheikh Zaïd Ibn Sultan Al-Nahyane des Émirats arabes unis. Cette fondation fut conçue sur la base d’un modèle privé à but non lucratif.
Depuis 2003, la Fondation Cheikh-Zaïd a mis en place un programme de développement axé sur le lancement de nouveaux établissements de soins médicaux, d’enseignement et de formation dans le domaine de la santé. C'est dans cette optique qu'est inauguré l'Hôpital universitaire international Cheikh Zaid en 1998. La fondation de l'Université Internationale Abulcasis des Sciences de la Santé date de 2014. Elle fait suite à un commun accord entre la Fondation Cheikh Zaïd et le ministère de l’Enseignement supérieur marocain, officialisé par une convention signée entre les deux parties en 2013.

### Mise en place des premières structures
L'Université Internationale Abulcasis des Sciences de la Santé a battit ce qui est aujourd'hui un véritable pôle de formation aux métiers de la santé. Dans le sillage de sa naissance, elle a donné vie à une faculté de médecine en 2014. Un an plus tard, l'université se décide à ouvrir une faculté de médecine dentaire, suivie d'une faculté de pharmacie en 2016. Aujourd'hui, l'UIASS propose à ses étudiants un grand choix de formations qui leur permettront d’œuvrer dans les sciences infirmières, médicales, biomédicales et plus récemment en ingénierie.
Elle encourage les élèves de l'université d'aller continuer leurs études à l'étranger, avec les universités partenaires à l'UIASS, à travers divers stages et même d'opportunités plus durables dans le temps. 

### Achèvement des infrastructures

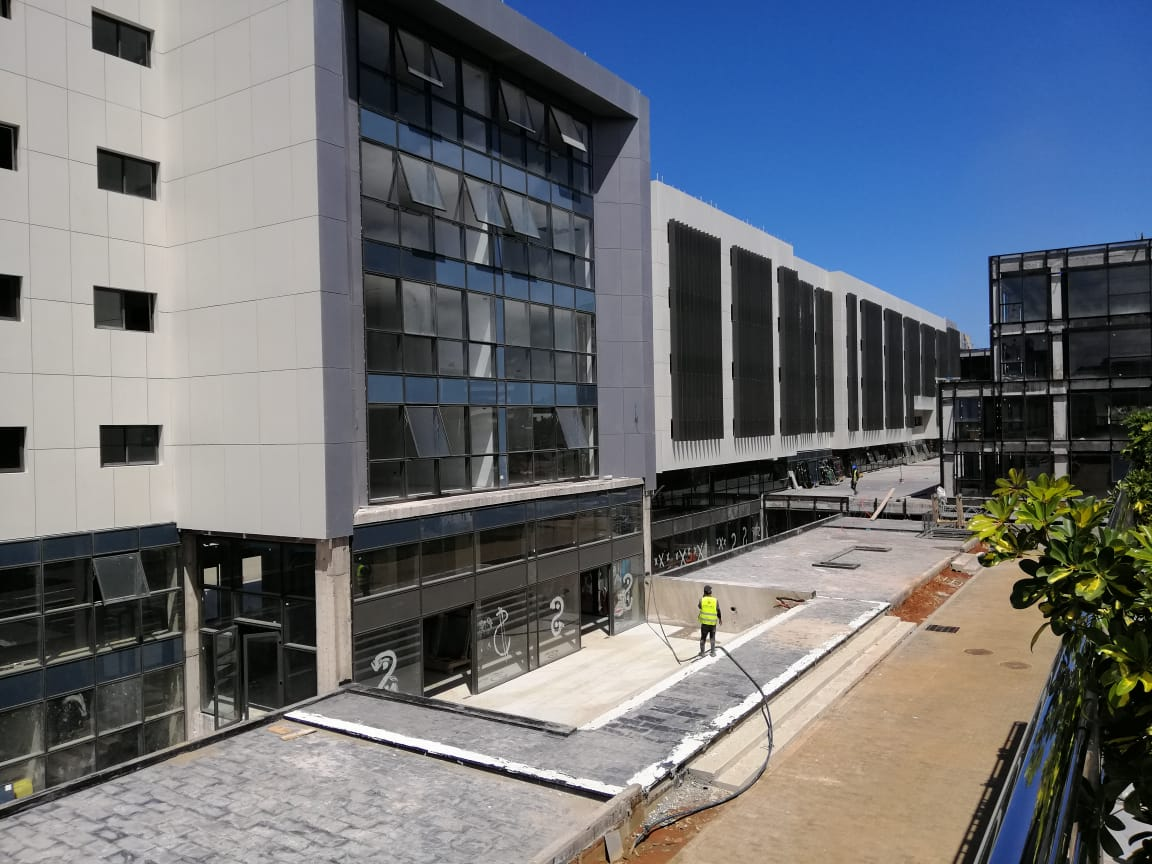
Futur campus de l'UIASS

L'université coordonne construction dynamique de son système avec celle des infrastructures et des équipements dont elle dispose. Aujourd'hui, ses locaux d'enseignement s'étendent sur plus de 30 000 m2 et incluent des salles de cours toutes équipées d'un vidéoprojecteur et d'un tableau tactile, des amphithéâtres pouvant accueillir de 200 à 500 personnes, une bibliothèque universitaire, des laboratoires de recherche et des salles de travaux pratiques donnant accès à des équipements de pointe, spécifiques à chaque formation. L'entrée de l'université, ses bâtiments ainsi que toutes les salles de cours sont équipées d'appareils fonctionnant avec un système de reconnaissance digitale, garantissant ainsi une sécurité au sein de l'établissement.

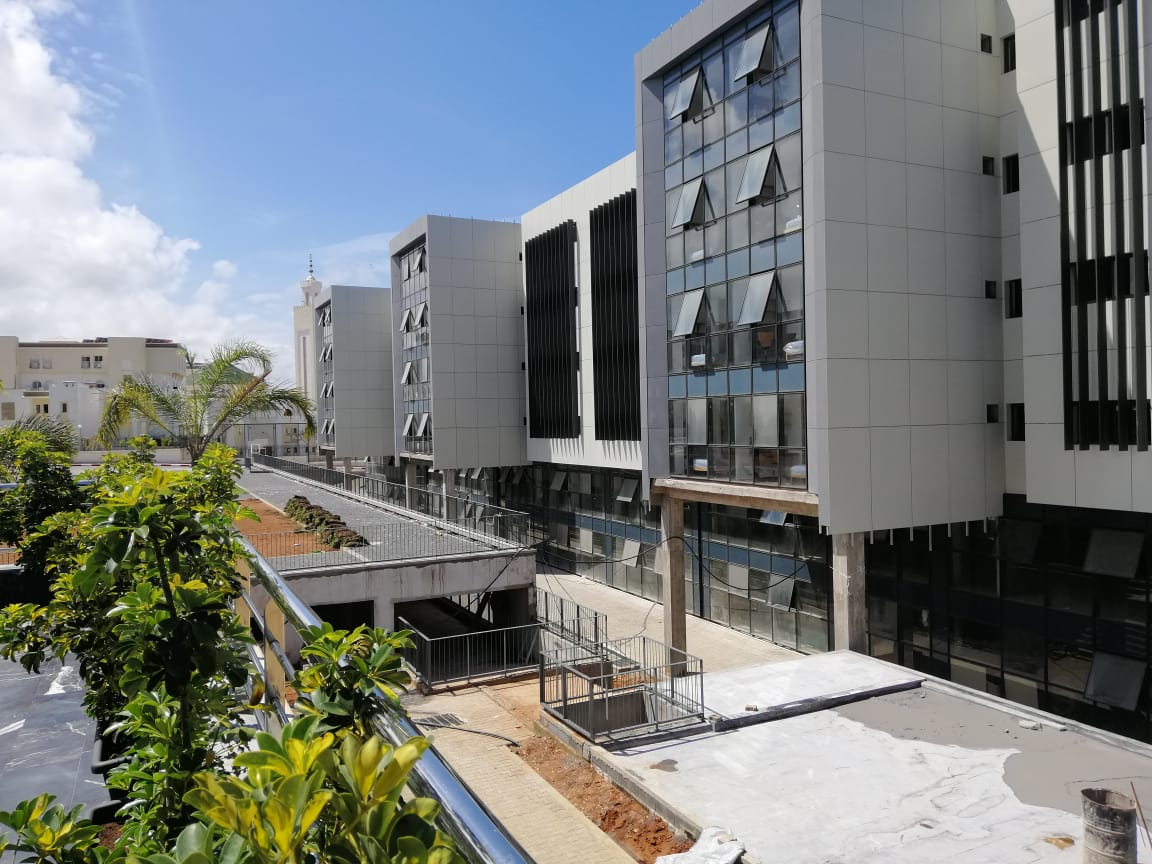
Logements étudiants

L'UIASS est en cours d'acquisition d'un nouveau campus universitaire dont la fin des travaux est prévue pour la rentrée 2019-2020. Celui-ci lui permettra d'assurer l'hébergement de ses étudiants exclusivement, tout en leur offrant un cadre propice à la poursuite de leurs études ainsi que l'avantage de la proximité avec l'université. Il est prévu que les bâtiments puissent héberger jusqu'à 700 élèves, leur fournissant soit une chambre individuelle soit une chambre à partager avec un autre étudiant de l'université. Ce campus accueillera, en plus des lieux de vie, des espaces de détente, de ressourcement et de restauration. Hormis le restaurant universitaire et les cafétérias, une offre de restauration complète et variée intégrant des enseignes de restauration internationales sera disponible au sein du campus de l’Université, leur accès est strictement réservé aux étudiants de l’Université.

## Organisation et structure

### Composantes

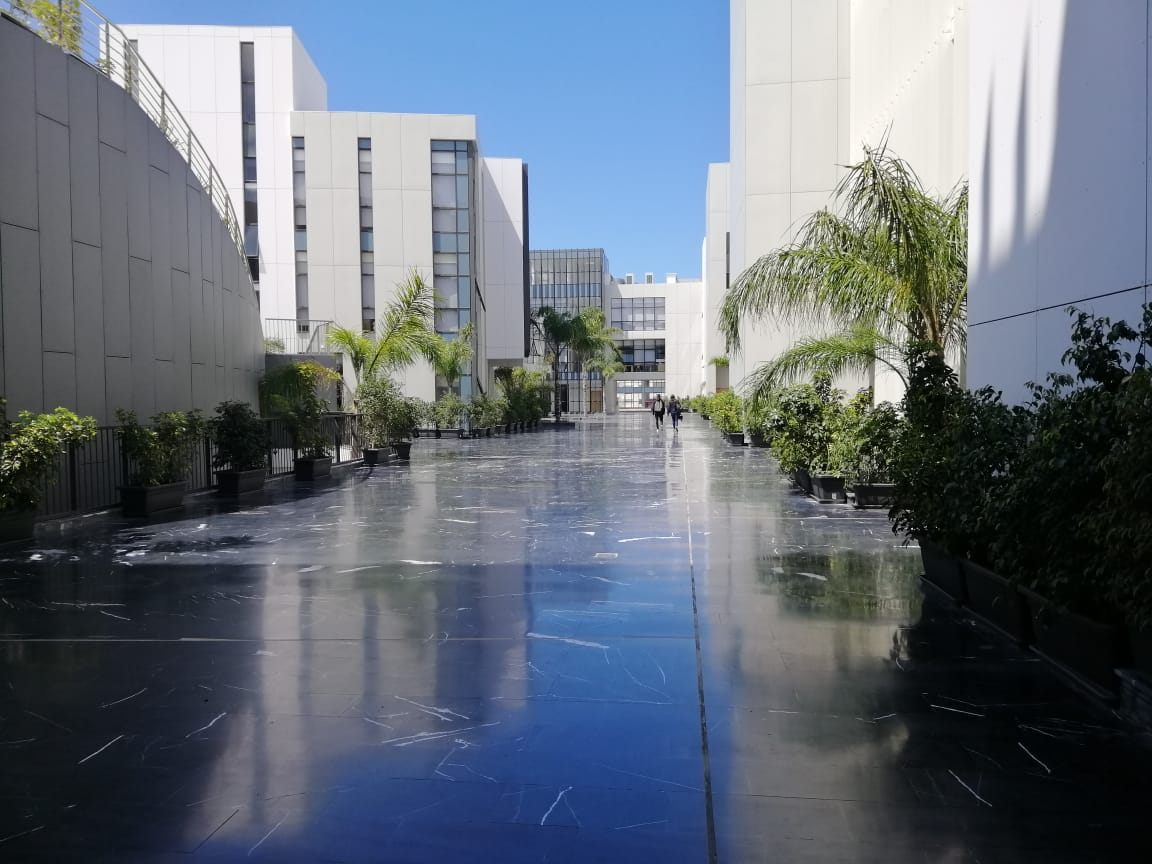
Intérieur de l'UIASS

L'enseignement à l'UIASS est dispensé et organisé en plusieurs facultés et instituts :
- Faculté de médecine - FMA[2] (2014)
- Faculté de médecine dentaire - FMDA[3] (2015)
- Faculté de pharmacie - FPA (2016)
- Institut supérieur d’ingénierie et technologies de la santé - ISITS[4]
- Faculté des sciences de la santé Rabat - FSSR[5]

Depuis 2018, l'UIASS met en place pour la toute première fois la filière des classes préparatoires aux grandes écoles (CPGE) destinée aux étudiants désirant s'orienter vers les métiers de l'ingénierie. Ils seront conduit à concourir dans la filière Mathématiques, Physique et Sciences de l'ingénieur (MPSI) après deux années dédiées à la préparation des concours qui leur permettront d'accéder aux grandes écoles de leurs choix.

#### Faculté de Médecine (FMA)

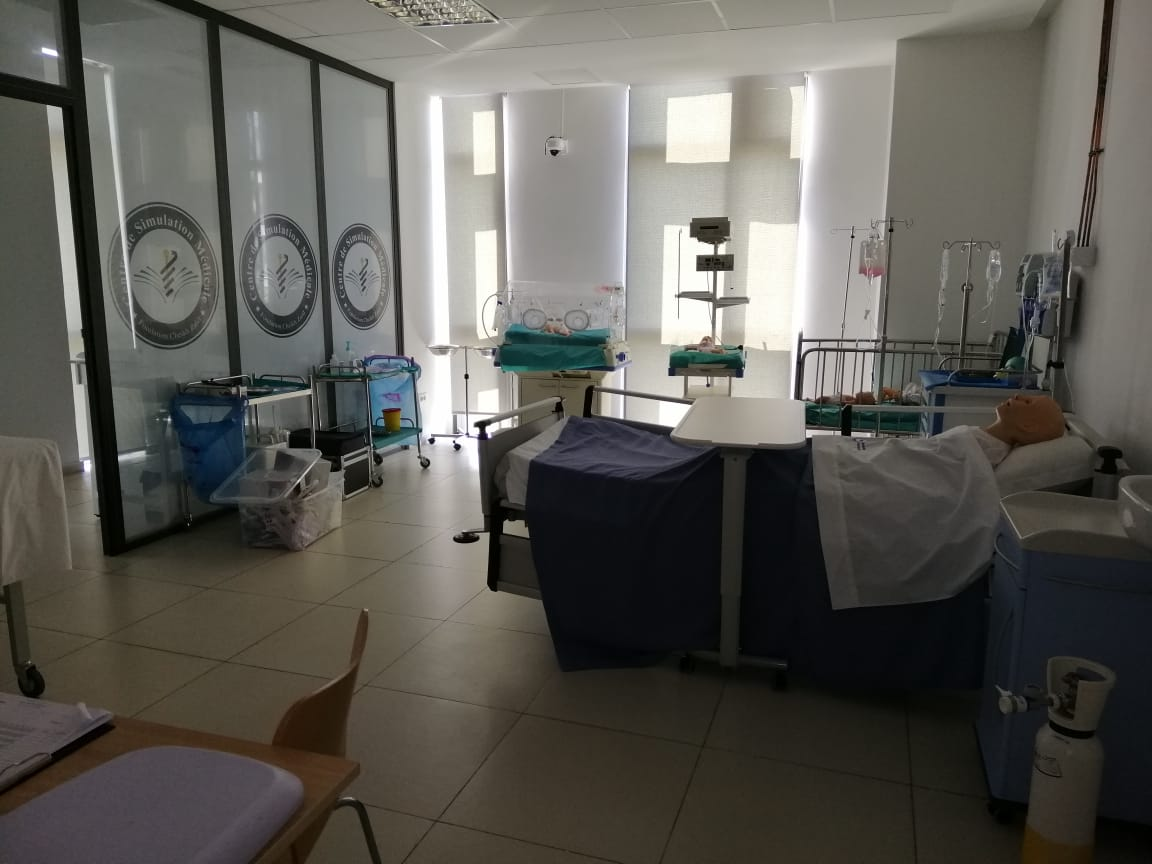
Salle de simulation (Médecine)

La faculté de médecine de l'UIASS accueille 144 étudiants pour chaque nouvelle promotion. L'admission se fait à la suite d'une présélection basée sur les notes obtenues au baccalauréat et celles obtenus au concours d'entrée organisé par l'université. La durée du cursus s'étend sur sept ans aux cours desquels l'étudiant s'adonne à la découverte et l'apprentissage en profondeur de l'organisme humain à travers des activités à la fois théoriques et pratiques. Pour ces derniers, il s'agira en l’occurrence de stages cliniques réalisé dans la structure de soin partenaire, c'est-à-dire l'Hôpital Cheikh Zaid de Rabat. Le suivie de ce cursus aboutit à l'obtention d'un diplôme de docteur en médecine, reconnu par l'état marocain et donnant accès aux concours de spécialité au Maroc et à l'étranger, dans les universités partenaires de l'UIASS.

#### Faculté de Médecine Dentaire (FDA)
La faculté de médecine dentaire de l'UIASS accueille 72 étudiants pour chaque nouvelle promotion. L'admission se fait à la suite d'une présélection basée sur les notes obtenues au baccalauréat et celles obtenus au concours d'entrée organisé par l'université. La durée du cursus s'étend sur 6 ans aux cours desquels l'étudiant s'adonne à la découverte et l'apprentissage en profondeur de l'organisme humain à travers des activités à la fois pratiques et théoriques. Le suivie de ce cursus aboutit à l'obtention d'un diplôme de docteur en médecine dentaire, reconnu par l'état marocain et donnant accès aux concours de spécialité.

#### Faculté de Pharmacie (FPA)
La faculté de médecine dentaire de l'UIASS accueille 72 étudiants pour chaque nouvelle promotion. L'admission se fait à la suite d'une présélection basée sur les notes obtenues au baccalauréat et celles obtenus au concours d'entrée organisé par l'université. La durée du cursus s'étend sur six ans aux cours desquels l'étudiant s'adonne à la découverte et l'apprentissage en profondeur de la pharmacologie à travers des activités à la fois pratiques et théoriques. Le suivie de ce cursus aboutit à l'obtention d'un diplôme de pharmacien, reconnu par l'état marocain et donnant accès aux concours de spécialité. En plus de la formation de base, la faculté projette de mettre en place des licences et des masters :
- Masters en pharmacotechnie, production pharmaceutique et contrôle des médicaments.
- Master en management et marketing de la santé et économie de la santé et de produits de santé.
- Masters en cosmétologie médicale et dispositifs médicaux.
- Des licences de préparateurs en pharmacie et des délégués médicaux.

La faculté dispensera de la formation continue pour les professionnels sous forme de diplômes (DU, CU) ou de la formation à la carte : DU de la réglementation pharmaceutique et le marketing pharmaceutique. Ultérieurement la faculté assurera une formation de spécialité pharmaceutique à savoir la pharmacie industrielle, la pharmacie hospitalière et la biologie médicale. Coté recherche la faculté intégrera avec ses spécialités les axes de recherches de l’université pour optimiser la recherche pluridisciplinaire intégrée

#### Institut Supérieur d'Ingénierie et Technologies de la Santé (ISITS)
L'Institut supérieur d'Ingénierie et Technologies de la Santé accueille 30 étudiants pour chaque nouvelle promotion. Le système d'enseignement s'organise en licence, master et doctorat. L’Institut Supérieur d’Ingénierie et Technologies de Santé souhaite intégrer plus activement les métiers de la gestion et des technologies de l’information dans le domaine de la santé, de manière à constituer un pôle de compétences pouvant afficher des synergies potentielles très étendues. L’Institut entend également développer une offre de formation intéressante dans les technologies de la santé à travers l’option : Maintenance Biomédicale en système LMD. Cette option de la filière Technologies de la Santé se caractérise par une forte transversalité. Elle repose en effet sur une formation médicale spécifique, intégrée au sein d’un enseignement technologique, scientifique et très dirigé vers la pratique. Cette formation a pour objectif de former des spécialistes de haut niveau des technologies logicielles et matérielles utilisées en milieu hospitalier.

#### Faculté Abulcasis des Sciences Infirmières et du Management Hospitalier (FASIMH)
La Faculté Abulcasis des Sciences Infirmières et du Management Hospitalier accueille 30 étudiants pour chaque nouvelle promotion. Le système d'enseignement s'organise en licence, master et doctorat. Ce cursus s’adresse à des personnes désireuses d’intégrer une carrière à la fois professionnelle et scientifique. Son objectif est de développer les connaissances en sciences paramédicales en lien étroit avec les milieux cliniques. Tenant compte des priorités de santé des villes du Maroc et en concertation avec les milieux cliniques, professionnels et académique, la FSSR a convenu de se focaliser sur trois licences professionnelle, à savoir :
- Infirmier Polyvalent – Filière Soins Infirmier
- Infirmier Anesthésie de Réanimation – Filière Soins Infirmier
- Manipulateur en Imagerie Médicale – Filière Techniques de Santé

### Partenariats
L'UIASS coopère avec divers organismes et universités aussi bien au niveau national qu'international. Les partenariats développés impliquent des échanges réguliers entre les deux organismes mais aussi l'organisation d'activités pour les étudiants. Elles constituent également une opportunité pour les étudiants qui entreprennent de réaliser leurs stages cliniques ainsi que leur spécialité à l'étranger.

#### Partenaires nationaux
Au Maroc, l'UIASS cultive des relations avec :
- Centre National de Recherche Scientifique et Technique
- Université Internationale Rabat
- Association Sportive Fath Union Sports
- L’Association Maroc Cultures
- La Fondation Mohammed VI pour la promotion des œuvres sociales

#### Partenaires internationaux
A l'échelle internationale, l'UIASS a développé des partenariats avec :
- L’Université Paris Descartes (Paris, France)
- L'Université Paris Dauphine (Paris, France)
- L'Université de Strasbourg (Strasbourg, France)
- L'Université Libre de Bruxelles (Bruxelles, Belgique)
- Université Laval (Québec, Canada)
- Institut Supérieur d’Ingénieurs de Franche-Comté (Besançon, France)
- Institut National des Sciences et Techniques Nucléaires Paris (Paris, France)

Actuellement, l'université est en train de conclure un partenariat avec l'Université de Chicago (University of Chicago)

## Administration

### Conseil scientifique
Le Conseil scientifique de l'université Internationale Abulcasis des Sciences de la Santé est composé de :
- Président du conseil scientifique : Pr Françoise Barré-Sinoussi, lauréat du prix Nobel de médecine (2008).
- Secrétaire général : Pr Claude Griscelli
- Membre du conseil : Pr Mohamed Adnaoui[6]
- Membre du conseil : Pr Arnold Munnich
- Membre du conseil : Pr Awa Marie Coll Seck